# Vụ thảm sát ga Shimonoseki
Vụ thảm sát ga Shimonoseki diễn ra vào chiều ngày 29 tháng 9 năm 1999 khi Uwabe Yasuaki, một người đàn ông 35 tuổi, lái một chiếc xe hơi đâm vào nhà ga. Sau khi thoát ra khỏi xe, anh ta tiếp tục dùng dao đâm những người qua đường một cách ngẫu nhiên cho đến khi bị bắt giữ tại hiện trường. Hậu quả là năm người đã thiệt mạng và 10 người khác bị thương. Ngay sau đó, Uwabe đã bị cảnh sát tóm cổ  tại hiện trường.

## Tiểu sử
Uwabe Yasuaki được sinh ra ở Shimonoseki, Yamaguchi. Sau khi tốt nghiệp một trường đại học ở Fukuoka năm 1989, Uwabe được cấp bằng kiến trúc sư bậc 1 và mở một văn phòng thiết kế kiến trúc. Công việc kinh doanh thua lỗ, năm 1997 Uwabe thôi làm kiến trúc và đi mua một chiếc xe tải hạng nhẹ để bắt đầu kinh doanh vận tải. Năm 1999, Uwabe ly hôn. Cùng năm đó, một cơn bão làm hỏng chiếc xe tải của anh này. Khoản vay lại bị thu hồi. Uwabe yêu cầu cha mẹ trả nợ giùm nhưng bị họ từ chối. Uwabe bắt đầu đổ lỗi cho xã hội và cha mẹ về sự thất bại của mình.

## Vụ tấn công
Ngày 29 tháng 9 năm 1999 vào khoảng 04:25, Uwabe, người vẫn đang làm việc trong ngành vận tải, đã lái một chiếc xe thuê vào cửa phía đông của ga Shimonoseki. Anh lái xe đâm thẳng vào sân ga đầu tiên, Xe Uwabe va trúng ít nhất bảy người, hai người chết ngay tại chỗ. Khi chiếc xe đã bị mắc kẹt, Uwabe nhảy ra khỏi xe và rút dao tiến đến sân ga thứ hai. Anh dùng dao đâm thêm bảy người nữa,  không lâu sau Uwabe bị cảnh sát bắt giữ ngay tại hiện trường.

## Hậu quả
Anh đã khai rằng hành động dã man của anh đã bị thúc đẩy bởi tội phạm khác, là một người đàn ông 23 tuổi ở Ikebukuro đã đâm tám người (hai người bị chết) tại ga JR Shimonoseki. Luật sư của Uwabe cho biết sẽ tranh cãi về trách nhiệm hình sự của khách hàng bởi vì anh ta bị loạn tâm thần vào thời điểm thực hiện hành vi phạm tội. Uwabe đã được một bác sĩ tâm thần   điều trị tới một ngày trước cuộc tấn công và uống 120 viên thuốc ngủ ngày hôm đó. Các công tố viên cho Uwabe rằng có thể phải chịu trách nhiệm bởi vì ông đã lên kế hoạch bằng cách mua một con dao nhà bếp và dự kiến nơi thực hiện tấn công tại nhà ga.
Sau khi bị bắt, Uwabe đã nói rằng "Bất kể những gì đã làm, sẽ không bao giờ có thể thay đổi được những sự cay đắng của xã hội". Anh cũng tuyên bố, anh quyết định sử dụng một chiếc xe hơi để có thể "giết được nhiều người". Anh bị đưa đến tòa án quận Yamaguchi, bị kết án tử hình vì những gì đã gây ra và bị xử treo cổ.
Đây là một trong ba người đàn ông mà Nhật Bản thực hiện phương pháp treo cổ vào cùng ngày 29 tháng 3 năm 2012, kết thúc khoảng thời gian tạm ngưng kéo dài 20 tháng và chấm dứt có hiệu quả một cuộc tranh luận về án tử hình gây tranh cãi. Bộ trưởng Bộ Tư pháp, Ogawa Toshio, nói với quốc gia rằng pháp luật Nhật Bản quy định ông ký lệnh treo cổ và công chúng ủng hộ mạnh mẽ việc hành quyết như vậy.